# Bäk
Bäk là một đô thị thuộc huyện Lauenburg, trong bang Schleswig-Holstein, nước Đức. Đô thị Bäk có diện tích 4,3 km², dân số thời điểm 31 tháng 12 năm 2006 là 842 người.